# Lovrek Károly
Lovrek Károly (Székesfehérvár, 1955. –) Artisjus-díjas magyar karnagy, zenepedagógus.

## Élete
Általános- és középiskolai tanulmányait szülővárosában folytatta, zenei érdeklődésének kialakításában meghatározó szerepet játszó tanárok között között voltak: Somogyi Lajosné, Tatár Dezsőné és  Neumann Ede.
Diplomát 1979-ben szerzett Pécsett, a Tanárképző Főiskola  magyar-ének-zene szakán, majd Budapesten elvégezte a felsőfokú karvezetői tanfolyamot olyan nagyszerű mesterek irányításával, mint Dobos László, Tillai Aurél és Párkai István. Irodalmi ismereteit Dr. Bécsy Tamás,  Dr. Gergely János és Dr. Temesi Mihály tanároknak köszönheti.

## Munkahelyei
- 1979-1983. II. Rákóczi Ferenc Általános Iskola Székesfehérvár:  magyar-ének-zene  tanár, karnagy
- 1983-1995. Kodály Zoltán 12 Évfolyamos Ének-Zenei, Művészeti Iskola: tanár, karnagy, művészeti vezető
- 1995-2010.Tatay Sándor Alapítványi Gimnázium Székesfehérvár: tanár, karnagy, művészeti vezető
- 1996-2001. Kodály Zoltán Ének-Zenei  Általános Iskola és Gimnázium Budapest: tanár, karnagy
- 2010-től. Comenius Angol-Magyar Általános Iskola és Gimnázium: tanár, karnagy

## Ősbemutatók
- 1989. Reményi Attila: 123.Zsoltár
- 1990.Szokolay Sándor: Jézus megáldja a kisgyermekeket
- Karai József: Mátyás király emlékkóru
- 1991.Borlói Rudolf: Ave Maria
- 1992. Szokolai Sándor: Tanúságtétel (Márton Áron kantáta)
- 1993. Szokolai Sándor: Számadó
- Borlói Rudolf: Pater noster
- Sugár Miklós: Cantate Dominum
- 1994. Borlói Rudolf: Missa Cantarella
- 1994.Sugár Miklós: Ave Maria1995
- Nógrádi Péter: Betlehem, betlehem1996
- Szokolay Sándor: Alleluja
- 1997. Nógrádi Péter: Magyar zsoltár
- 1999. Borlói Rudolf: 4 évszak
- 2000. Karai József: Missa brevis
- Nógrádi Péter: Gyermekmise
- 2005. Endl László: Bordal
- 2024. Endl László: Missa Truncata -- Sanctus, Agnus Dei
- 2024. Reményi Attila-Berzsenyi Dániel: Közelítő tél

## Hanglemezek
- 1987. Éneklő Ifjúság 10. hanglemez
- 1990. Reményi Attila: 123.zsoltár (Arezzo)
- 1992.	Karai József: Éjszak
- Karai József: Hodie Christus natus est (Arezzo)
- 1995. A zengő csuda-erdő balladája
- 1997.	Áldott éj
- 1999. Úttörő dalok diszkó ritmusban
- 2007.   Tűzciterák

## Egyéb tevékenységek
Vörösmarty Színház (Székesfehérvár)
- 1988. Manóbosszantó  zenés mesejáték (108 előadás, zeneszerző,színész)
- 1989. Fecskeváró, zenés mesejáték (75 előadás, zeneszerző, színész)
- 1992. Szőnyi Erzsébet: A makrancos királylány, gyermekopera (50 előadás, zenei  vezető, zenei  rendező)
- 1995. Manóbosszantó, zenés mesejáték (zeneszerző, színész)
- 1997. Fecskeváró, zenés mesejáték (zeneszerző, színész)

- 1986-89. General Pausa zenekar vezetője, zeneszerzője
- 1990-96. A Kodály Zoltán 12 Évfolyamos Ének-Zenei, Művészeti Iskola művészeti vezetője, pedagógiai és művészeti programjának kidolgozója
- 1990-94. Székesfehérvár Kulturális Bizottságának szakértői tagja
- 1990-94. Az Alba Regia Nemzetközi Gyermekkórus Fesztiválok művészeti és szervezőbizottságának elnöke (1990, 1992, 1994)

## Díjai, elismerései
- Tehetségekért-díj (Szeged) A 12 osztályos iskola pedagógiai, művészeti programjáért
- Karnagyi különdíj (Debreceni Nemzetközi Kórusverseny)
- Artisjus-díj (a kortárs zene kiemelkedő tolmácsolásáért)
- 2010 Pétfürdő Kultúrájáért
- Somogy Megyei Príma díj–2013-ban (Siófoki Férfi Dalkör Egylettel)